# Moledo (Lourinhã)
Vous lisez un « bon article » labellisé en 2013.
Pour les articles homonymes, voir Moledo.
Moledo est une ancienne paroisse civile (freguesia) portugaise de la région Centre, située dans le district de Lisbonne à environ 84 km de cette ville et 78 km de Leiria. Elle fait partie de la municipalité de Lourinhã et se trouve à environ dix kilomètres de la paroisse du même nom.
Elle a gardé son caractère agricole, l'agriculture restant l'activité principale avec la construction civile. Une baisse de la population est enregistrée ces dernières années. D'après le recensement de 2001, la paroisse civile compte 476 habitants.
La paroisse civile, seule localité de la paroisse, n'a pas d'autres bourgades. En 2013, elle fusionne avec São Bartolomeu dos Galegos pour former la nouvelle paroisse de São Bartolomeu dos Galegos e Moledo.
Moledo possède une église ainsi que plusieurs moulins à vent.

## Géographie

### Localisation

Localisation de Moledo

La paroisse civile de Moledo se trouve dans la région Centre, au nord-ouest de la capitale du pays, à l'extrémité nord-ouest de son district. Elle est située à 84 kilomètres au nord de Lisbonne, à 77,9 kilomètres au sud-ouest de Leiria et à 9,9 kilomètres au nord-est de Lourinhã.
Elle est bordée par le district de Leiria dont la paroisse de Olho Marinho appartient à la municipalité de Óbidos. Moledo est également au nord de la commune de Lourinhã, bordée par les paroisses civiles de São Bartolomeu dos Galegos et Reguengo Grande.
| São Bartolomeu dos Galegos | São Bartolomeu dos Galegos Olho Marinho | Reguengo Grande Olho Marinho               |
| São Bartolomeu dos Galegos | Moledo                                  | Reguengo Grande                            |
| São Bartolomeu dos Galegos | São Bartolomeu dos Galegos              | São Bartolomeu dos Galegos Reguengo Grande |

### Voies de communication et transports
La paroisse civile est traversée par la route nationale 247-1 qui relie la voie rapide portugaise IP6 à Peniche et l'Autoroute A8 à Bombarral. Une route secondaire permet de relier le centre de la paroisse civile de Miragaia à Olho Marinho, via Cezaredas.

## Urbanisme

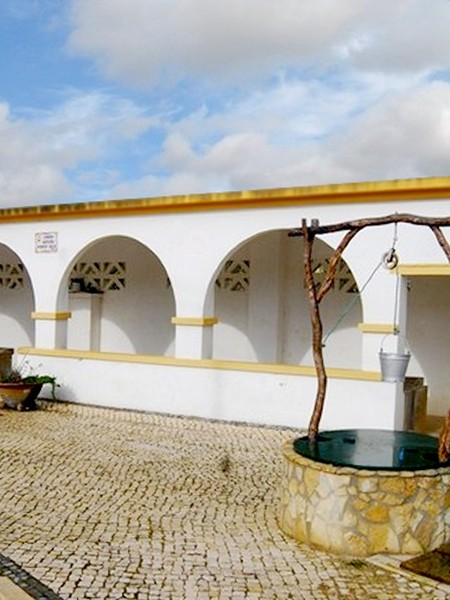
Lavoirs de Moledo

La paroisse civile de Moledo a gardé son caractère rural. Elle est la localité la moins développée et peuplée de la municipalité de Lourinhã. Plusieurs maisons sont en ruines et on note peu de nouvelles constructions immobilières. En 2001, la paroisse compte 289 résidences.

## Toponymie
Le toponyme Moledo provient de la topographie du terrain. Le mot signifie grosse pierre, pierre biscornue ce qui correspond aux caractéristiques de la roche locale.

## Histoire
Les premières populations se sont installées au néolithique. D'après les historiens, c'est dans un palais de Moledo, qu'Inês de Castro aurait vécu. Elle s'y serait entretenue plusieurs fois avec Pierre Ier. Le palais a été laissé à l'abandon dès le XVIe siècle ; ce qui a conduit à sa disparition au XIXe siècle.
Le 12 octobre 1378, le roi de cette époque, Ferdinand Ier, publie une lettre de privilèges qui constitue l'un des tout premiers documents relatifs à l'histoire de Moledo. En 1594, la paroisse civile de Moledo quitte celle de São Bartolomeu dos Galegos pour devenir une paroisse civile indépendante. Celle-ci qui appartenait administrativement à la municipalité de Óbidos change pour celle de Lourinhã après la réforme administrative du 6 novembre 1836.

## Politique et administration
Composée que d'une localité unique, la paroisse a donc Moledo pour chef-lieu et est représenté par le président de la paroisse, Alexandre Manuel de Jesus Maurício (PS). Elle est rattachée à la commune de Lourinhã, représentée par le président José Manuel Custódio (PS).
Aux élections locales de 2005 on note 296 votants pour 406 inscrits, soit un taux de participation de 72,91 %. En 2009 295 votants pour 394 inscrits, soit un taux de participation de 74,87 %,.
Le 2 novembre 2012, l’État portugais, via l'organisme de l'Unité Technique pour la Réorganisation Administrative du Territoire, a émis le souhait de réduire le nombre de paroisses civiles. Pour Moledo, le projet est de fusionner avec la paroisse civile de São Bartolomeu dos Galegos au sein de l'União das Freguesias de São Bartolomeu dos Galegos e Moledo. La loi no 11-A/2013 du 28 janvier 2013 portant réorganisation administrative du territoire des freguesias approuve cette fusion, avec la création de São Bartolomeu dos Galegos e Moledo, dont le siège est situé à São Bartolomeu dos Galegos.

## Population et société
La paroisse civile possède un jardin d'enfance et une école maternelle,. Elle possède également un cimetière qui a la particularité d'être sur le territoire de São Bartolomeu dos Galegos.

### Démographie
La superficie de Moledo est de 7,40 km2 pour 472 habitants (2011), soit une densité de population de 64 hab./km2. Moledo est la troisième paroisse civile la moins peuplée du district de Lisbonne.
| 2001 | 2011 |
| ---- | ---- |
| 476  | 472  |

Dans les années 1960, l'émigration vers l'étranger entraîne une baisse de la population de la paroisse civile. Moledo comptait, en 2001, une population de 476 habitants contre 472 habitants en 2011.

### Manifestations culturelles et festivités
La paroisse civile de Moledo possède une association consacrée à la culture, aux loisirs et aux sports fondée le 18 février 1983.
Elle compte aussi une autre association, celle de la fabrique paroissiale fondée le 25 novembre 1940. Le président en est le prêtre et elle organise plusieurs manifestations culturelles et festives, comme la fête en l'honneur de Santo Antão le 17 janvier, de São Sebastião le 20 janvier, de Divino Espírito Santo le 4 juin, ainsi que la foire annuelle du 6 juin.

## Économie
La population est principalement spécialisée dans l'exploitation agricole et dans la construction civile.

## Culture et patrimoine

### Patrimoine religieux

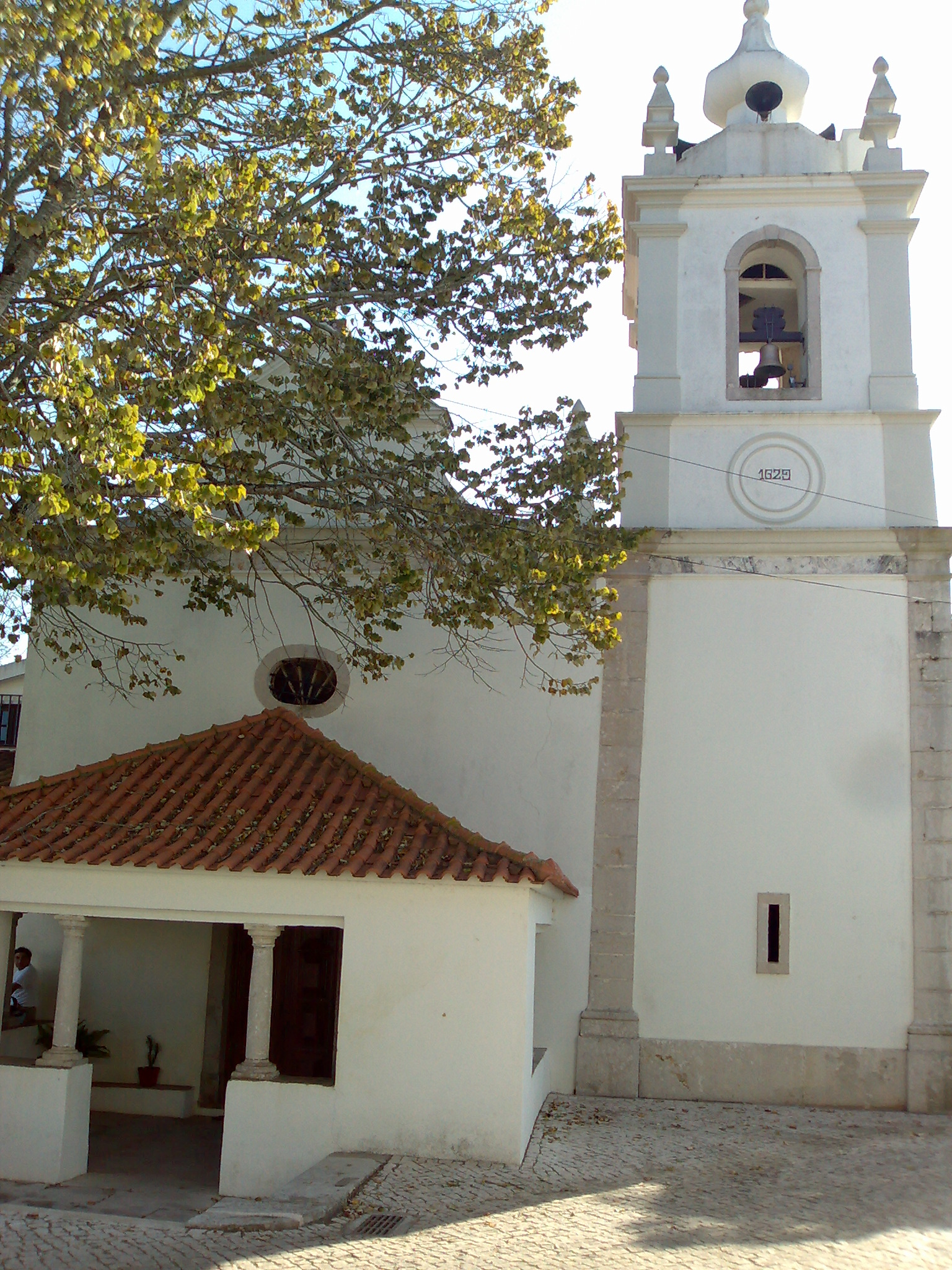
Église du Divino Espírito Santo

La paroisse civile possède un lieu de culte catholique, l'église du Divino Espírito Santo située sur la place Santa Cruz dans le centre de Moledo. Édifiée entre la fin du XVIe siècle et le début du XVIIe siècle elle est dédiée au Saint-Esprit. C'est un bâtiment de style Renaissance avec une nef unique et un porche en façade. Sur le clocher est inscrit 1629, probablement l'année de fin de construction de l'église. Le plafond celle-ci est en bois recouvert d'une fresque arabesque. Les murs intérieurs de l'église sont recouverts d'Azulejos datant du XVIIe siècle, en son centre subsiste une pierre tombale datant de 1681.
Le calvaire, cruzeiro en portugais, est situé en face de l'entrée de l'église du Saint-Esprit.

### Patrimoine civils et naturels
Le Palais royal, ou Palais da Caça, était un édifice présent dans la paroisse civile. Inês de Castro y aurait vécue. Elle s'y serait entretenue plusieurs fois avec Pierre Ier. Le palais a été ensuite laissé à l'abandon dès le XVIe siècle, ce qui a conduit à sa disparition au XIXe siècle.
Le monument des combattants de la guerre d'Outremer a été édifié pour rendre hommage aux soldats ayant participé aux guerres coloniales portugaises. Il recense tous les soldats de la municipalité de Lourinhã et a été inauguré le 23 janvier 2005,.
Le lavoir, construit en 1954 par la municipalité de Lourinhã est situé à la sortie de la paroisse, comme le château d'eau, construit la même année sur ordre du capitaine Simões Belo.

## Héraldique
| Armes de Moledo | Les armes de Moledo se blasonnent ainsi : (pt) Escudo de ouro, duas armações de moinho de negro, cordoadas do mesmo e vestidas de azul e dois corações justapostos, de vermelho, tendo sobreposta uma coroa aberta, de azul com pedraria de prata, tudo bem ordenado; um monte de verde em campanha. Listel branco, com a legenda a negro: MOLEDO - LOURINHÃ. |

Le blason possède plusieurs significations :
- les cadres des moulins à vent symbolisent le caractère rural de la paroisse ;
- la couronne et les cœurs symbolisent l'amour d'Inés de Castro et de Pierre Ier : c'est dans le Palais de Moledo qu'ils auraient cachés leur amour ;
- le mont représente la localisation de la paroisse dans le Planalto da Cesareda.

L'association des archéologues portugais a approuvé les éléments du blason le 17 septembre 2002; ils ont été enregistrés par la direction générale des municipalités, n.º 336/2002, le 20 novembre 2002 et publiés officiellement dans le Diário da República, no 261, III Série, le 12 novembre 2002.